# فريق الاستقصاء المتعلق بالعراق

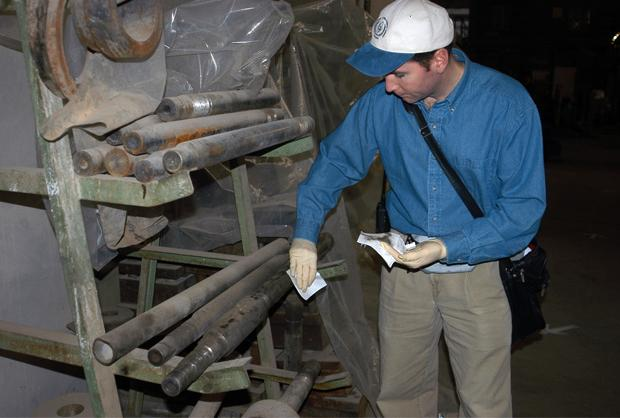
مفتش تابع للأمم المتحدة في العراق.

تمثل فريق الاستقصاء المتعلق بالعراق في بعثة مهمتها تقصي الحقائق بتكليف من القوات متعددة الجنسيات في العراق للعثور على أسلحة الدمار الشامل التي اتُهم العراق بامتلاكها، والتي اعتبرت السبب الظاهري المُعلن لغزوه في عام 2003. وقد قدمت المجموعة تقريرها النهائي إلى الكونغرس والرئيس في عام 2004 باسم التقرير الشامل لمستشار مدير الاستخبارات المركزية بشأن أسلحة الدمار الشامل في العراق (ويُشار إلى هذا التقرير عادة باسم تقرير دويلفر نسبة إلى رئيس مجموعة الدعم الدولية تشارلز أ. دويلفر). تألف من فريق دولي مكون من 1400 عضو أنشأته وزارة الدفاع (البنتاغون) و‌وكالة الاستخبارات المركزية للبحث عن مخزونات أسلحة الدمار الشامل المزعومة، ويشمل ذلك المواد الكيميائية و‌البيولوجية وأي برامج بحثية داعمة وبنية تحتية يمكن استخدامها لتطوير أسلحة دمار شامل. وقد صرح التقرير بأنه تم العثور على كمية صغيرة فقط من أسلحة الدمار الشامل الكيميائية، حيث أن الإحصائية تفيد بأن الكمية غير كافية لتشكل تهديدا عسكريا.

## التكوين
تكون فريق الاستقصاء المتعلق بالعراق (ISG) من أكثر من ألف مواطن أمريكي وبريطاني وأسترالي، حيث قدمت الولايات المتحدة الجزء الأكبر من الأفراد والموارد للعملية. ضمت المجموعة خبراء مدنيين وعسكريين في مجال الاستخبارات وأسلحة الدمار الشامل، بالإضافة إلى عدد كبير من الأشخاص الذين عملوا على توفير الأمن المسلح والدعم. تم اختيار ديفيد كاي، الذي كان مفتش أسلحة بعد حرب الخليج الأولى، لرئاسة الفريق. وكانت الوكالة التي تم تكليفها كوكالة حكومية أمريكية رئيسية لفريق الاستقصاء المتعلق بالعراق مشروعًا مشتركًا بين وكالة الاستخبارات المركزية (CIA) ووكالة الاستخبارات الدفاعية (DIA)، وهي وكالة استخبارات تابعة لوزارة الدفاع. تم اختيار اللواء كيث دايتون كأعلى ضابط عسكري في فريق الاستقصاء المتعلق بالعراق، وكان قد تم تكليفه بمهمة مؤقتة من منصبه كنائب مدير للاستخبارات البشرية في وكالة استخبارات الدفاع.
حل فريق الاستقصاء المتعلق بالعراق محل فرق التفتيش التابعة للأمم المتحدة (لجنة الأمم المتحدة للرصد والتحقق والتفتيش (UNMOVIC)، برئاسة هانز بليكس) والوكالة الدولية للطاقة الذرية (برئاسة محمد البرادعي)، والتي كانت قد كُلفت من قبل مجلس الأمن الدولي للبحث عن أسلحة غير قانونية قبل النزاع (انظر أزمة نزع سلاح العراق). لم يتم العثور على أي أسلحة.
كان فريق الاستقصاء المتعلق بالعراق عبارة عن قوة مهام استخباراتية مشتركة متعددة الوكالات تعمل لدعم عملية حرية العراق (OIF). كانت مكونة من أفراد من جميع فروع القوات المسلحة، ووكالات الحكومة الأمريكية، والجيش الأسترالي والبريطاني، بالإضافة إلى الوكالات الحكومية البريطانية والأسترالية. كانت مهمة فريق الاستقصاء المتعلق بالعراق هي تنظيم وتوجيه وتطبيق قدرات وخبرات الاستخبارات لاكتشاف واحتجاز واستغلال ونشر المعلومات حول الأفراد والمستندات وغيرها من المواد، والتسهيلات، والشبكات، والعمليات المتعلقة بأسلحة الدمار الشامل، والإرهاب، والاستخبارات الخاصة بالنظام السابق، بالإضافة إلى المواطنين العراقيين أو من دول ثالثة المرتبطين بالنظام السابق، أو المحتجزين من قبل النظام السابق، أو الموضوعين في لوائح اتهام لجرائم حرب أو جرائم ضد الإنسانية.
شملت مهمة فريق الاستقصاء المتعلق بالعراق أيضًا التحقيق المستمر في مصير الكابتن الأمريكي في البحرية مايكل سكوت سبايكر، الذي أسقطت طائرته في عام 1991 خلال حرب الخليج. كان يُفترض في البداية أنه توفي، ولكنه أعلن فيما بعد أنه مفقود عندما ظهرت أدلة بعد الحرب تفيد بأنه نجى من تحطم طائرته. في 2 أغسطس 2009، أفادت البحرية أن رفات سبايشر تم العثور عليها في العراق بواسطة مشاة البحرية الأمريكية التابعة لفريق الشرطة العسكرية في MNF-W. تم استخدام فكّه لتحديد هويته بعد دراسة في مركز تشارلز سي. كارسن لشؤون الجثث في قاعدة دوفر الجوية. وفقًا للمدنيين المحليين، تم دفن سبايكر من قبل بدو بعد إسقاط طائرته. وأثبتت الأدلة أن سبايشر لم ينج من التحطم. أرجع السيناتور نيلسون تأخر العثور عليه إلى ثقافة المنطقة: "هؤلاء البدو يتنقلون في الصحراء، لا يبقون في مكان واحد، وقد استغرق الأمر هذا الوقت للعثور على الموقع المحدد."

## التنظيم والعمليات
لتسهيل المهمة الأساسية للبحث عن أسلحة الدمار الشامل، تم تقسيم فريق الاستقصاء المتعلق بالعراق إلى عدة قطاعات، كل منها يحتوي على نقطة تحكم خاصة بها. كانت القطاعات الثلاث هي الشمال وبغداد والجنوب، وكانت نقطة التحكم في القطاع - بغداد (المعروفة أيضًا باسم SCP-B أو "سكيب بيي-skip bee") هي الأكبر والأهم. كان الجزء الأكبر من موظفي فريق الاستقصاء المتعلق بالعراق ونقطة SCP-B يقعان في معسكر سلاير بموقع الرئاسة السابق في الرضوانية على مطار بغداد الدولي في غرب بغداد. كان أحد العناصر الرئيسية الداعمة لفريق الاستقصاء المتعلق بالعراق هو مركز معالجة الوسائط المشتركة (CMPC). كان يتكون من أربعة مكونات: CMPC-الرئيسي(CMPC-M) في معسكر السليلية، قطر، وCMPC-بغداد (CMPC-B) في معسكر سلاير، بالإضافة إلى CMPC-شمال(CMPC-N) وCMPC-جنوب (CMPC-S). كانت النواة الأولية لمركز CMPC مستمدة من موظفي استغلال الوثائق في وكالة الاستخبارات الدفاعية. بحلول صيف عام 2004، نما مركز CMPC ليضم أكثر من 400 معالج وثائق ووسائط مدنيين ومترجمين يعيشون ويعملون أساسًا في CMPC-M في معسكر السليلية، قطر، وCMPC-B في معسكر سلاير في العراق.
عمل فريق الاستقصاء المتعلق بالعراق ككيان مستقل خارج سلسلة القيادة العادية (حيث كانت تُبلغ مباشرة إلى دونالد رامسفيلد)، وقد استطلعت واستغلت المئات من المواقع المحتملة لأسلحة الدمار الشامل عبر العراق مع عدد قليل جدًا من المشاكل. وقعت حادثتان تسببتا في وفيات. كانت الحادثة الأولى انفجار مصنع للطلاء في 26 أبريل 2004، والذي أسفر عن مقتل جنديين، وهما رقيب الجيش الأمريكي لورنس روكي والرقيب شيرود بيكر، وإصابة عدة آخرين. كانت المهمة قد تم التخلي عنها مسبقًا بسبب مخاوف أمنية. كانت هذه أولى خسائر فريق الاستقصاء المتعلق بالعراق بعد أكثر من عام من العمليات. وكانت الحادثة الثانية هجومًا بواسطة عبوة ناسفة محمولة في مركبة استهدفت قافلة تشارلز دويلفر، مما أسفر عن مقتل اثنين من أفراد الحماية الشخصية لدولفلر، وهما الرقيب كلينتون ويدوم والرقيب دون كلاري، وكلاهما من الحرس الوطني لجيش ولاية كانساس.
على مدار فترة عمل فريق الاستقصاء المتعلق بالعراق، تم العثور على أسلحة كيميائية في حالتين. كانت الحالة الأولى عبارة عن قذيفة هاون واحدة من نوع السارين التي تم إعادة تشكيلها إلى عبوة ناسفة على جانب الطريق بواسطة متمردين. وكانت الحالة الثانية عبارة عن عدد قليل من رؤوس الصواريخ من عيار 122 ملليمتر مملوءة بغاز الخردل غير الفعال، والتي تم استردادها بالقرب من بابل. وكان يُعتقد أن كلاهما من بقايا حرب إيران–العراق، عندما كان العراق حليفًا للولايات المتحدة إلى حد ما، وكانت عديمة الفائدة كأسلحة هجومية. تم تدميرها لاحقًا بواسطة موظفي فريق الاستقصاء المتعلق بالعراق. في أواخر عام 2004، قام فريق الاستقصاء المتعلق بالعراق وفرق الجمع المتنقلة (MCTs) بتنفيذ بعض العمليات لمكافحة التمرد، على الرغم من أن العديد من التفاصيل لا تزال مصنفة. هناك مهام ومنظمات أخرى تعمل داخل فريق الاستقصاء المتعلق بالعراق لا تزال سرية ومن غير المرجح أن تُفصح عنها في أي وقت قريب.

## تقرير التقدم المؤقت
بعد ستة أشهر من البحث عن أسلحة الدمار الشامل، أصدرت فريق الاستقصاء المتعلق بالعراق تقرير التقدم المؤقت في 3 أكتوبر 2003. قالت المجموعة إنها وجدت أدلة على "أنشطة برامج مرتبطة بأسلحة الدمار الشامل"، لكنها لم تعثر على أي أسلحة كيميائية أو بيولوجية أو نووية فعلية. بالإضافة إلى تفاصيل عن برامج أسلحة الدمار الشامل غير النشطة، تضمن تقرير أكتوبر 2003 أيضًا اكتشافات لبرامج غير مرتبطة بأسلحة الدمار الشامل محظورة من قبل الأمم المتحدة وتم إخفاؤها خلال عمليات التفتيش التي أجرتها الوكالة الدولية للطاقة الذرية ولجنة الأمم المتحدة للرصد والتحقق والتفتيش والتي بدأت في عام 2002. شملت خطوط الاستفسار التي اعتمدها فريق الاستقصاء المتعلق بالعراق فحص المواقع عبر العراق، بالإضافة إلى مقابلة العلماء وسائقي الشاحنات وعمال آخرين لديهم معرفة محتملة بأسلحة الدمار الشامل.

## استقالة ديفيد كاي
في 23 يناير 2004، استقال ديفيد كاي، رئيس فريق الخبراء الدوليين، ديفيد كاي، من منصبه، مصرحًا بأنه يعتقد أنه لن يتم العثور على مخزونات أسلحة الدمار الشامل في العراق. وعلق كاي قائلاً: ”لا أعتقد أنها موجودة“. ”ما كان يتحدث عنه الجميع هو المخزونات التي تم إنتاجها بعد نهاية حرب الخليج الأخيرة، ولا أعتقد أنه كان هناك برنامج إنتاج واسع النطاق في التسعينيات“. في إحاطة أمام لجنة القوات المسلحة في مجلس الشيوخ، انتقد كاي معلومات استخبارات أسلحة الدمار الشامل قبل الحرب والوكالات التي أنتجتها، قائلًا: ”اتضح أننا كنا جميعًا مخطئين، ربما في تقديري، وهذا أمر مزعج للغاية.“ وفي وقت سابق، طلب مدير وكالة الاستخبارات المركزية جورج تينيت من ديفيد كاي تأجيل استقالته: ”إذا استقلت الآن، سيبدو أننا لا نعرف ما نقوم به. وأن العجلات تتداعى."
ومع ذلك، قال كاي للجنة الخاصة خلال تقريره الشفوي ما يلي: ”استنادًا إلى المعلومات الاستخباراتية التي كانت موجودة، أعتقد أنه كان من المعقول التوصل إلى استنتاج مفاده أن العراق يشكل تهديدًا وشيكًا. والآن بعد أن عرفتم الواقع على الأرض على عكس ما قدّرتموه من قبل، قد تتوصلون إلى استنتاج مختلف - على الرغم من أنني يجب أن أقول إنني أعتقد في الواقع أن ما عرفناه خلال عملية التفتيش جعل العراق مكانًا أكثر خطورة، على الأرجح، مما كنا نعتقد أنه كان عليه حتى قبل الحرب“.
أثبت فريق كاي أن النظام العراقي كان لديه القدرة الإنتاجية والدراية الفنية لإنتاج أسلحة كيميائية وبيولوجية إذا تم رفع العقوبات الاقتصادية الدولية، وهو تغيير في السياسة التي كان يسعى عدد من الدول الأعضاء في الأمم المتحدة إلى تحقيقه. كما اعتقد كاي أيضًا أن بعض مكونات برنامج أسلحة الدمار الشامل للنظام العراقي السابق قد نُقلت إلى سوريا قبل فترة وجيزة من غزو 2003، على الرغم من أن إضافات تقرير دويلفر (انظر أدناه) أفادت لاحقًا أنه لا يوجد دليل على ذلك.
في 6 فبراير 2004، عقد جورج دبليو بوش لجنة المخابرات العراقية، وهي لجنة تحقيق مستقلة في المعلومات الاستخباراتية المستخدمة لتبرير حرب العراق والفشل في العثور على أسلحة الدمار الشامل. وأعقب ذلك بفترة وجيزة اختتام تحقيق مماثل في المملكة المتحدة، وهو ” مراجعة بتلر“، والذي قاطعه حزبا المعارضة الرئيسيان بسبب الخلافات حول نطاقه واستقلاليته. في عام 2003، تم تخصيص ميزانية 400 مليون دولار للبحث عن أسلحة الدمار الشامل برعاية الولايات المتحدة الأمريكية، وأضيفت 600 مليون دولار في عام 2004. [بحاجة لمصدر]
وكان خليفة كاي، الذي عينه مدير وكالة الاستخبارات المركزية جورج تينيت، هو مفتش الأسلحة السابق في الأمم المتحدة تشارلز أ. دويلفر، الذي صرح في ذلك الوقت أن فرص العثور على أي مخزون لأسلحة الدمار الشامل في العراق ”قريبة من الصفر“.

## تقرير دويلفر
في 30 أيلول/سبتمبر 2004، أصدر فريق التحقيق الدولي تقرير دويلفر، وهو تقريره النهائي حول برامج العراق المزعومة لأسلحة الدمار الشامل. وقد سجل هذا التقرير علاقة النظام العراقي بأسلحة الدمار الشامل على مر الزمن، وبذلك حقق في عملية صنع القرار والافتراضات الأساسية للنظام. وكان مفتاح التحقيق إجراء مقابلات مطولة مع جميع كبار المسؤولين بمن فيهم صدام، وفحص وثائق النظام، وإجراء تحقيقات في مواقع مختلفة في العراق:
- كان صدام حسين يسيطر على جميع القرارات الاستراتيجية للنظام.
- كان هدف صدام حسين الأساسي من 1991 إلى 2003 هو رفع عقوبات الأمم المتحدة، مع الحفاظ على أمن النظام.
- وكان إدخال برنامج النفط مقابل الغذاء في أواخر عام 1996 نقطة تحول رئيسية للنظام.
- بحلول 2000-2001، تمكن صدام حسين من تخفيف الكثير من آثار العقوبات وتقويض الدعم الدولي لها.
- كانت إيران المحفز الأبرز للعراق.
- رأى فريق الاستقصاء المتعلق بالعراق أن الأحداث التي وقعت في الثمانينيات وأوائل التسعينيات شكلت إيمان صدام بقيمة أسلحة الدمار الشامل.
- أنهى صدام حسين برنامجه النووي في عام 1991. ولم يجد فريق الاستقصاء الدولي أي دليل على وجود جهود متضافرة لإعادة تشغيل البرنامج، وتراجعت قدرة العراق على إعادة بناء برنامج أسلحة نووية تدريجياً بعد عام 1991.
- دمر العراق مخزونه من الأسلحة الكيميائية في عام 1991، ولم يكتشف فريق الخبراء الدوليون سوى عدد قليل من الذخائر الكيميائية القديمة المهجورة.
- تخلى نظام صدام حسين عن برنامج الأسلحة البيولوجية وطموحه في الحصول على أسلحة بيولوجية متطورة في عام 1995. وفي حين أنه كان بإمكانه إعادة إنشاء برنامج أولي للأسلحة البيولوجية في غضون أسابيع، لم يكتشف فريق الخبراء الدوليون أي مؤشرات على أنه كان يسعى إلى مثل هذا المسار.
- أراد صدام حسين إعادة إنشاء قدرات العراق في مجال أسلحة الدمار الشامل، التي تم تدميرها بشكل أساسي في عام 1991، بعد رفع العقوبات واستقرار الاقتصاد العراقي. كان صدام يطمح إلى تطوير قدرة نووية - بطريقة تدريجية، بغض النظر عن الضغوط الدولية والمخاطر الاقتصادية الناتجة عن ذلك - لكنه كان ينوي التركيز على قدرات الصواريخ البالستية والحرب الكيمياوية التكتيكية.
- لقد خدع صدام حسين جيشه وأفضل وكالات الاستخبارات في العالم للاعتقاد بأنه لا يزال يمتلك أسلحة دمار شامل لأنه كان يعتقد أن أيًا من أعدائه لن يجرؤ على مهاجمته إذا كان يمتلك أسلحة دمار شامل، ولا سيما إيران، ”حيث كانت هناك حاجة ماسة للحفاظ على المظهر الخارجي لامتلاك قدرة أسلحة الدمار الشامل لردع إيران.“[8].
- كان صدام حسين يعتقد أن الولايات المتحدة والتحالف الذي هدد بشن حرب ضده إذا لم يتم الوفاء بقرارات الأمم المتحدة يخادع فقط.
- كان السعي لامتلاك أسلحة الدمار الشامل في الثمانينيات لضمان سلامة العراق من العدوان الإيراني، و"أدى ذلك إلى موازنة صعبة بين الحاجة إلى نزع السلاح لتحقيق تخفيف العقوبات وفي الوقت نفسه الاحتفاظ بالرادع الاستراتيجي. ولم يتمكن النظام من حل التناقض المتأصل في هذا النهج."[9]

## إيقاع العمليات 2004-2005
على الرغم من أن البحث عن أسلحة الدمار الشامل كان يجري بجدية وبلا جدوى خلال السنة الأولى من الاحتلال، إلا أن استغلال المواقع استمر خلال صيف 2004. في أواخر الصيف وأوائل الخريف، تباطأت وتيرة البحث عن أسلحة الدمار الشامل إلى حد كبير؛ فقد تم استغلال جميع المواقع الواعدة في الفترة 2003-2004، وحتى معظم المواقع غير الواعدة تم استغلالها بحلول خريف 2004.
وفي أواخر أيلول/سبتمبر وحتى تشرين الأول/أكتوبر 2004، ازداد عدد عمليات استغلال المواقع بشكل ملحوظ، على الرغم من أن معظم هذه العمليات كانت عبارة عن عمليات إعادة زيارة لمواقع مستغلة بالفعل - بعضها تم تغييره من قبل العراقيين في الأشهر الفاصلة. على سبيل المثال: كان مبنى المقر السابق للواء الكيميائي العراقي في بغداد في خضم تحويله إلى مساحة مكتبية عندما عاد أفراد مجموعة الدعم الدولية في زيارة ثانية.
وتوقفت معظم عمليات الاستغلال التي كانت تقوم بها مجموعة الدعم الدولية في أوائل تشرين الثاني/نوفمبر 2004. وبحلول أوائل عام 2005، تم حلّ فرق الاستغلال العسكري في العراق وعاد جميع أفراد المجموعة باستثناء اثنين من أفرادها السابقين، وهما الرقيبين في الجيش مارشال لوري وروبرت شانو، إلى وحداتهم الأم، وتم توزيع فرق الشرطة العسكرية التي كانت تدعمهم على معسكرات أخرى وأوكلت إليهم مهام أخرى. وافق لوري وشانو على البقاء في العراق والاستمرار في تسيير قوافل مجموعة الدعم الدولية إلى أن تم إلغاء تنشيطها. وعلى الرغم من أن لوري عاد إلى الولايات المتحدة بعد إلغاء تنشيط مجموعة الدعم الدولية، إلا أن شانو مدد فترة عمله في العراق للعمل مع مجموعة من مستشاري التحالف لتوجيه المرشحين العراقيين من الضباط في الأكاديمية العسكرية في الرستمية.
وفي يناير 2005، أعلنت المجموعة عن انتهاء عملية البحث. وذكر فريق الخبراء الدوليون أنه في حين أنه ”لم يعثر على أدلة على امتلاك صدام لمخزونات أسلحة الدمار الشامل في عام 2003“، إلا أنهم أقروا ”باحتمال وجود بعض الأسلحة في العراق، وإن لم تكن ذات قدرة عسكرية كبيرة“

## إضافات تقرير آذار/مارس 2005
في آذار/مارس 2005، أضاف دويلفر إضافات إلى التقرير الأصلي، تغطي خمسة مواضيع:
- حركة مواد أسلحة الدمار الشامل إلى خارج العراق قبل الحرب، حيث ذكر أن ”الفريق الاستشاري الدولي رأى أنه من غير المرجح أن يكون قد حدث نقل رسمي لمواد أسلحة الدمار الشامل من العراق إلى سوريا“، ولكنه أقر أيضًا بوجود أدلة ”حول حركة مواد خارج العراق، بما في ذلك احتمال وجود أسلحة دمار شامل،“ وأن هذه الأدلة ”موثوقة بما فيه الكفاية لتستحق المزيد من التحقيق.“ وأشار الفريق الاستشاري الدولي إلى أنه بسبب المخاوف الأمنية ”لم يتمكن من إكمال تحقيقه ولم يتمكن من استبعاد احتمال أن تكون أسلحة الدمار الشامل قد تم نقلها إلى سوريا قبل الحرب.“
- مخزونات أسلحة الدمار الشامل المتبقية قبل عام 1991 في العراق، وخلصت إلى أن ”أي ذخائر كيميائية متبقية في العراق لا تشكل تهديدًا عسكريًا كبيرًا ... لم يعثر فريق الخبراء الدوليون على أدلة تشير إلى أن العراق لم يدمر أسلحته من الأسلحة البيولوجية أو العوامل السائبة“.
- مخاطر الانتشار المتبقية: الأشخاص، وخلصت إلى أن ”المشاركين السابقين في برنامج أسلحة الدمار الشامل من المرجح أن يبحثوا عن عمل في القطاع المدني الحميد، إما في العراق أو في أي مكان آخر ... ومع ذلك، ولأنه يمكن لفرد واحد أن يعزز أنشطة معينة لأسلحة الدمار الشامل، فإن ذلك يبقى مصدر قلق كبير“.
- مخاطر الانتشار المتبقية: المعدات والمواد، وخلصت إلى أن ”البنية التحتية المادية الكيميائية والبيولوجية المتبقية في العراق لا تشكل مصدر قلق من حيث الانتشار“.
- المحتجزون العراقيون، وخلصت إلى أن ”التحقيق في أسلحة الدمار الشامل قد قطع إلى أقصى حد ممكن. ... ليس هناك أي غرض آخر من احتجاز العديد من هؤلاء المعتقلين“.

في مقابلات إعلامية قبل نشر الإضافات، ذهب المسؤولون إلى أبعد من ذلك في مسألة مهمة تتعلق باحتمال تهريب أسلحة الدمار الشامل إلى سوريا، قائلين أنهم لم يروا أي معلومات تشير إلى أن أسلحة الدمار الشامل أو كميات كبيرة من المكونات والمعدات قد تم نقلها من العراق إلى سوريا المجاورة أو أي مكان آخر. وظهرت تفاصيل أخرى بعد تقرير دولفر، والتي ساعدت في ملء الفراغات التي تركها تحقيق فريق الخبراء الدوليين، وظهرت تفاصيل أخرى بعد تقرير دولفر. كما خلص دويلفر أيضًا إلى أن صدام كان يخطط لاستئناف إنتاج أسلحة الدمار الشامل بمجرد أن ترفع الأمم المتحدة العقوبات الاقتصادية.